# アンドレアス・ヴァイマン
アンドレアス・ヴァイマン（Andreas Weimann, 1991年8月5日 - ）は、オーストリア・ウィーン出身のサッカー選手。ブラックバーン・ローヴァーズFC所属。オーストリア代表。ポジションはフォワード。

## 経歴
ウィーン生まれ。1998年に地元のFCシュタドラウでサッカーを始め、2005年にSKラピート・ヴィーンの下部組織へと移った。2007年にはイングランド・プレミアリーグのアストン・ヴィラFCに引き抜かれ、2010年にトップチームでデビュー。2011年にはレンタルで2度、ワトフォードFCに移籍した。2012-13シーズンよりレギュラーの座を掴んでいる。
2015年6月18日、チャンピオンシップのダービー・カウンティFCに4年契約で移籍。ダレン・ベントと再びチームメイトとなった。2016-17シーズンはスティーヴ・マクラーレンの構想外となりリーグ戦1試合のスタメン出場に留まる。2017年1月19日、かつてヴィラ時代に指揮を受けたポール・ランバート率いるウルヴァーハンプトン・ワンダラーズFCにシーズン終了まで期限付き移籍することが発表された。
2018年7月3日、ブリストル・シティFCに3年契約で完全移籍。
2024年1月15日、ウェスト・ブロムウィッチ・アルビオンFCにシーズン終了まで期限付き移籍。
2024年8月1日、ブラックバーン・ローヴァーズFCに1年契約で移籍。

## 代表歴
各世代のオーストリア代表に選出され、2012年10月12日のカザフスタン戦でA代表デビューを果たした。